# Agrotis infusa
Agrotis infusa es una especie  de lepidóptero ditrisio  de la familia Noctuidae nativa de Australia y Nueva Zelanda, donde se conoce como "bogong moth".  Es conocida popularmente por aparecer en grandes números en edificios públicos en Canberra, la capital de Australia, durante la primavera.

## Descripción
El adulto es de color entre marrón y negro, con una envergadura de  alas de aproximadamente entre 40 y 50 milímetros. Los adultos realizan largas migraciones a los Alpes Australianos durante el verano, y en invierno se dispersan hacia zonas pastosas en Nueva Gales del Sur y Queensland para poner sus huevos. Pueden viajar hasta cerca de 1000 km. Vuelan de noche y no se conoce como se orientan; es posible que usen la intensidad de la luz para orientarse. Algunos individuos son migratorios y otros no.

## Plantas nutricias
- Beta
- Brassica
- Hordeum
- Linum
- Medicago
- Pisum
- Solanum
- Triticum
- Pinus